# Sherif Ismail
Sherif Ismail (arabiska: شريف إسماعيل), född 6 juli 1955 i Kairo, död 4 februari 2023 i Kairo,  var en egyptisk partilös politiker. Han var landets premiärminister mellan 19 september 2015  och 7 juni 2018. Mellan den 16 juli 2013 och den 18 september 2015 var han landets oljeminister.